# Truefitt & Hill

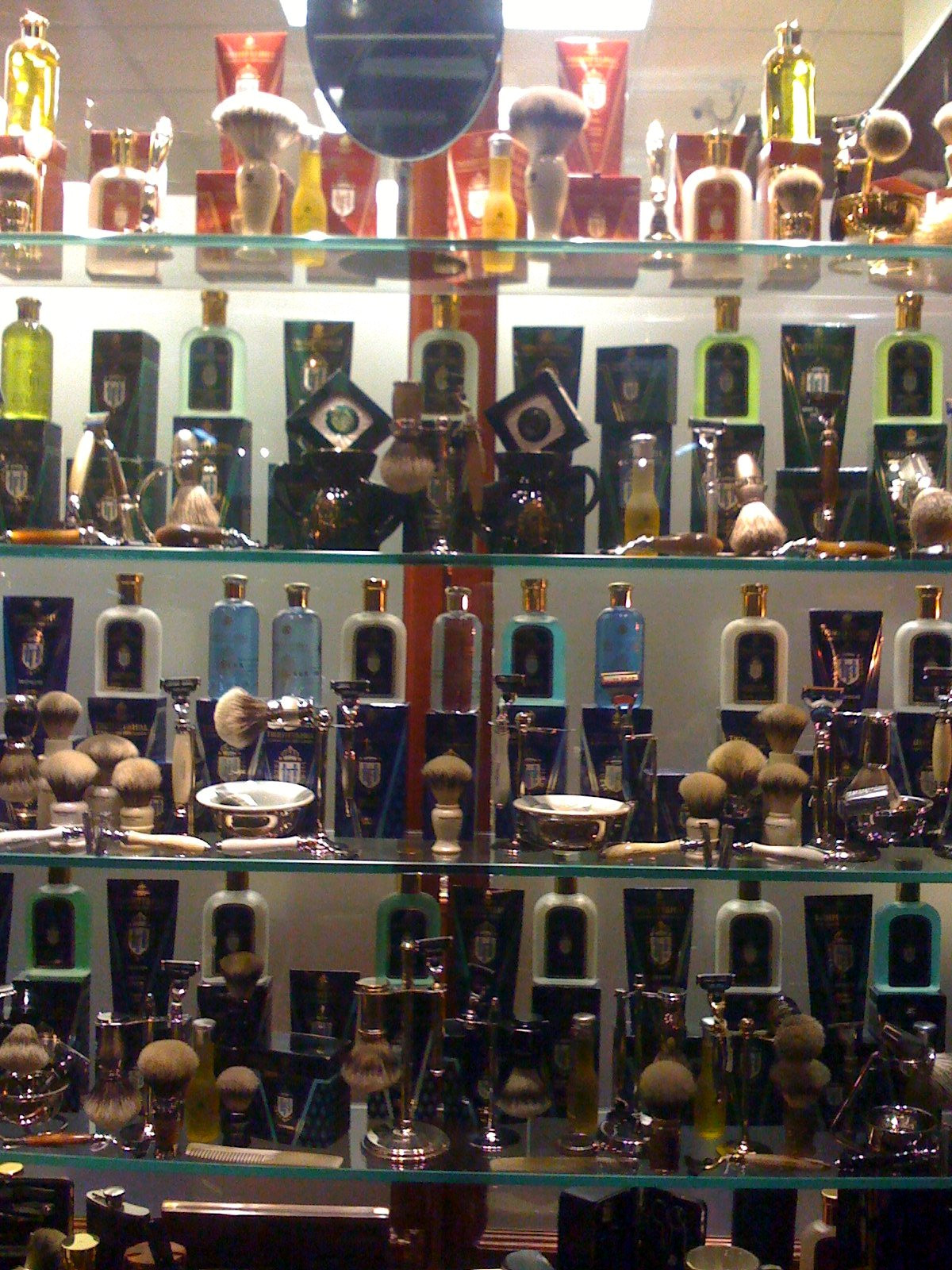
Produkte von Truefitt & Hill

Truefitt & Hill (Gentlemen’s Grooming) Limited (kurz Truefitt & Hill) ist ein Hersteller von Körperpflegeprodukten und bekannt als ältester bestehender Barbierladen der Welt, welcher sich seit 1805 in London befindet. Das Unternehmen ist Hoflieferant des britischen Königshauses.

## Pflegeprodukte
Truefitt & Hill ist eine Marke für diverse Produkte zur Körperpflege. Dazu gehören Rasierer, Rasierseife, Haarwaschmittel, Aftershave, Seifen und Accessoires, zum Beispiel für Bart, Haar und Maniküre. Alle Artikel sind im Luxussegment angesiedelt, einige Rasierpinsel kosten zum Beispiel 130 Pfund, es gibt auch Rasiermesser für 305 Pfund.

## Barbierläden
Der Stammladen und Sitz von Truefitt & Hill befindet sich in der St James’s Street in London und ist der einzige in Europa. Weltweit gibt es weitere Städte mit Filialen von Truefitt & Hill, in denen neben den Barbierdienstleistungen auch die Pflegeprodukte verkauft, Massagen angeboten und Schuhe geputzt werden. In einigen Städten existieren mehrere Filialen.

### Europa
- London,  Vereinigtes Königreich

### Ozeanien
- Canberra,  Australien

### Asien
- Baku,  Aserbaidschan
- Peking,  Volksrepublik China (2)
- Shanghai,  Volksrepublik China
- Kalkutta,  Indien
- Mumbai,  Indien (6)
- Ahmedabad,  Indien
- Jaipur,  Indien
- Gurugram,  Indien
- Bangalore,  Indien (2)
- Hyderabad,  Indien
- Neu-Delhi,  Indien
- Seoul,  Südkorea
- Salmiya,  Kuwait
- Kuala Lumpur,  Malaysia (4)
- Singapur,  Singapur (3)
- Bangkok,  Thailand (2)

### Nordamerika
- Toronto,  Kanada
- Chicago,  Vereinigte Staaten